# 미요리촌
미요리촌(三依村)은 도치기현의 북부 시모쓰가군에 속했던 촌이다.

## 지리
가와지 온천과 오쿠아이즈 사이에 위치한 산골 마을이다. 산속에 위치해 있어 겨울에는 눈이 많이 내린다.

## 역사
- 1889년 4월 1일 - 정촌제 시행에 의해 시오야군 후지사와촌이 성립하였다.
- 1893년 3월 18일 - 후지사와촌의 일부가 분립해 미요리촌이 성립하였다.

## 교통

### 철도
- 야간 철도 아이즈키누가와선

### 도로
- 국도 제121호선
- 국도 제400호선